# イタリア領ソマリランド

イタリア領ソマリランド
Somalia Italiana (イタリア語)
Dhulka Soomaalida ee Talyaaniga (ソマリ語)
الصومال الإيطالي (アラビア語)

国歌: Marcia Reale d'Ordinanza（イタリア語）
王室行進曲
イタリア領ソマリランドの位置

イタリア領ソマリランド（イタリア語: Somalia Italiana）は、19世紀の末期から1941年の第二次世界大戦の前後まで東アフリカ地域に存在したイタリアの植民地である。現在のソマリアから、旧イギリス領ソマリランド地域だった北西部（現在はソマリランドとして半独立状態にある）を除いた地域に相当する。

## 歴史
アデンに進出したイギリスが、紅海からインド洋への出口の安全を確保するため、まずイギリス領ソマリランドを成立させた。そして短期間のイギリスによる統治の後、インド洋沿岸に拠点を築こうと、イタリアがこの地域に進出する。1880年代までに、イタリアは植民奨励政策によってインド洋沿岸部にいくつかの植民地を築いていたが、1900年頃からイギリス領ソマリランドでモハメド・ビン・アブドラによる反乱が発生し、イギリスは内陸部からの撤退を始める。その間にイタリアがインド洋沿岸から内陸部へと勢力を拡大、この地域の大半を支配するようになり、沿岸部の植民地と内陸部が統合され、1908年までにイタリア領ソマリランドが成立した。イギリスは1910年までに内陸部から撤退を終えている。
第二次エチオピア戦争後の1936年、イタリア領ソマリランドはエチオピア、エリトリアと共にイタリア領東アフリカの一部となった。第二次世界大戦にドイツの同盟国として参戦したイタリアは、1940年にイギリス領ソマリランドを占領。だが翌1941年には同地域を奪還され、逆にイギリスがイタリア領ソマリランドに侵攻し占領された。その後1950年4月まで、イギリス軍政がこの地域の統治権を行使することとなる。1950年からはイタリア信託統治領ソマリアとなり、1960年にイギリス領ソマリランドと共にソマリアとして独立した。しかし、1991年には旧イギリス領地域がソマリランドとして独立を宣言、ソマリア側の実効支配が及んでいない状況にある。